# Martellago
Martellago es una localidad y comune italiana de la provincia de Venecia, región de Véneto, con 21.279 habitantes.

## Evolución demográfica
| Gráfica de evolución demográfica de Martellago entre 1861 y 2001 |
|                                                                  |
| Fuente ISTAT - elaboración gráfica de Wikipedia                  |